# Porto de Miami
O Porto de Miami (em inglês:  Port of Miami, formalmente conhecido como Dante B. Fascell Port of Miami) é um porto marítimo da cidade de Miami, Flórida. Conhecido como Porto das Américas, é um dos maiores portos do mundo e um dos mais importantes dos Estados Unidos, com aproximadamente 4 milhões de passageiros e 9 milhões de toneladas de carga anualmente. Esse porto emprega cerca de 98 mil pessoas e movimenta 12 bilhões de dólares no Condado de Miami-Dade. As autoridades locais estão a investir mais de 250 milhões de dólares na modernização desse porto.
O porto opera atualmente com 8 terminais de passageiros, seis guindastes, 7 Supercargueiros Ro-Ro, 4 estaleiros para contêineres refrigerados e 9 estaleiros para cargas normais.